# Hat, Rabbit
Hat, Rabbit – trzeci studyjny album polskiej piosenkarki Gaby Kulki, wydany w 2009. Płyta trudna do zakwalifikowania ze względu na styl muzyczny. Wydawnictwo osiągnęło status złotej płyty, a nagroda została przekazana na licytację w Trójce w ramach akcji Idą Święta. Album został nagrany w studiu S-4 i zrealizowany przez Leszka Kamińskiego w styczniu 2009 roku. Autorem wszystkich piosenek jest Gaba Kulka.

## Lista utworów
| Nr  | Tytuł utworu       | Długość |
| --- | ------------------ | ------- |
| 1.  | „Hat, Meet Rabbit” | 2:20    |
| 2.  | „Heard the Light”  | 3:02    |
| 3.  | „Aaa...”           | 5:17    |
| 4.  | „Niejasności”      | 3:36    |
| 5.  | „Love Me”          | 5:26    |
| 6.  | „Challenger”       | 3:11    |
| 7.  | „Emily”            | 2:08    |
| 8.  | „Kara Niny”        | 3:07    |
| 9.  | „Lady Celeste”     | 2:40    |
| 10. | „Propaganda”       | 3:15    |
| 11. | „Bosso”            | 4:06    |
| 12. | „Słuchaj”          | 2:09    |
| 13. | „Over”             | 4:27    |
|     |                    | 44:44   |

## Muzycy
Gościnnie na płycie wystąpili Czesław Mozil w utworze „Aaa...” i Konstanty Andrzej Kulka, ojciec artystki, w utworze „Lady Celeste”. W nagraniach artystce towarzyszył zespół Raalya. Aranżacje sekcji dętych w czterech utworach na płycie napisał Kamil Urbański.

## Single

### Niejasności
„Niejasności” to singel Gaby Kulki z 2009 roku, pierwszy utwór promujący album Hat, Rabbit.
| Pozycje na listach przebojów         | Pozycje na listach przebojów |
| ------------------------------------ | ---------------------------- |
| Lista przebojów Programu Trzeciego   | 8                            |
| Lista przebojów Marka Niedźwieckiego | 23                           |
| Szczecińska Lista Przebojów          | 3                            |

### Kara Niny
„Kara Niny” to drugi singel z albumu Hat, Rabbit Gaby Kulki, wydany w 2009 roku.
| Pozycje na listach przebojów       | Pozycje na listach przebojów |
| ---------------------------------- | ---------------------------- |
| Lista przebojów Programu Trzeciego | 13                           |

### Hat, Meet Rabbit
„Hat, Meet Rabbit” to trzeci i ostatni singel z albumu Hat, Rabbit Gaby Kulki, wydany w 2009 roku.
| Pozycje na listach przebojów       | Pozycje na listach przebojów |
| ---------------------------------- | ---------------------------- |
| Lista przebojów Programu Trzeciego | 12                           |